# Sigebert II
Pour les articles homonymes, voir Sigebert.
Sigebert II (602 - 613) ou Sigisbert II est le fils de Thierry II. Il règne quelques mois sur l'Austrasie et la Burgondie en 613 sous l'autorité de son arrière-grand-mère Brunehaut.

## Biographie
À la fin de la première décennie des années 600, saint Colomban se rendit à la villa de Brocariacum (peut-être Bourcheresse, au sud d'Autun) pour demander à la reine Brunehilde qu'elle lui accorde des terres et de l'argent. En contrepartie, celle-ci lui demande de bénir ses arrière-petits-fils Sigebert, Childebert, Corbus et Mérovée, avec qui elle se trouve. Colomban, considérant ces enfants comme illégitimes, refuse de leur accorder la bénédiction et outrage la reine.
En 613, son père Thierry II meurt à l'âge de vingt-cinq ans. Pour le remplacer, Brunehilde élève alors Sigebert sur le trône, alors qu'il n'a encore qu'environ douze ans. L'accession au trône de Sigebert II, aîné des fils de Thierry II, se fait ainsi par primogéniture, sans partage du royaume qui aurait dû être divisé en quatre. N'étant pas tondus, les trois frères de Sigebert conservent néanmoins leur droit au trône. Détenant l'autorité véritable, Brunehilde lui confie également une armée. L'administration du royaume est confiée au maire du palais Warnachaire.
Clotaire II intrigue avec les Grands du royaume de Sigebert II contre Brunehilde, jusqu'à ce qu'elle décide de se débarrasser de Clotaire II. Elle envoie Sigebert et Warnachaire former une armée en Saxe et en Thuringe mais Warnachaire fait échouer la mission pour avoir entendu que Brunehilde voulait le faire assassiner. Warnachaire s'allie alors avec les Grands de Burgondie tandis que Brunehilde envoie Sigebert et ses frères accompagnés de troupes burgondes en Austrasie pour mater la révolte. Clotaire II décide alors de s'allier aux révoltés et l'armée neustrienne rencontre l'armée d'Austrasie-Burgondie à Châlons-en-Champagne. Warnachaire et ses alliés rejoignent alors les Neustriens qui rattrapent leurs ennemis et capturent Sigebert II, Corbus et Mérovée. À Renève, sur la rive droite de la Saône,, ayant capturé les membres de la famille royale austrasienne et burgonde, Clotaire II le fait mettre à mort avec son frère Corbus, Mérovée est épargné étant le filleul du roi Clotaire II. Brunehilde est mise à mort peu de temps après. L'autre frère de Sigebert II, Childebert a pu s'échapper et éviter d'être pris par les troupes du Clotaire II.